# Döden på Nilen
För andra betydelser, se Döden på Nilen (olika betydelser).
Döden på Nilen (originaltitel Death on the Nile) utkom 1937 och är en av Agatha Christies mest kända romaner. Den utspelar sig på ett kryssningsfartyg på Nilen. 
I boken medverkar den belgiske detektiven Hercule Poirot. Handlingen utspelar sig i Egypten, mestadels vid Nilen. Romanen är inte relaterad till Christies tidigare novell med samma namn, där Parker Pyne var detektiven. I boken medverkar även en annan av Christies återkommande figurer, överste Race – han och Poirot träffades för första gången i Korten på bordet.

## Handling
När Hercule Poirot är på semester i Assuan för att gå ombord på ångfartyget Karnak, som ska segla längs Nilen från Shellal till Wadi Halfa, blir han kontaktad av det framgångsrika societetslejonet Linnet Doyle, född Ridgeway. Hon vill ge honom i uppdrag att avskräcka hennes före detta vän Jacqueline de Bellefort från att jaga och förfölja henne. Linnet hade nyligen gift sig med Jacquelines före detta fästman, Simon Doyle, vilket har gjort Jacqueline bittert förbittrad. Poirot vägrar ta sig an uppdraget och försöker förgäves avråda Jacqueline från att fullfölja sina planer. Simon och Linnet följer i hemlighet efter Poirot för att undkomma Jacqueline, men upptäcker att hon har fått reda på deras planer och gått ombord före dem. Bland de övriga passagerarna på Karnak finns Linnets hembiträde Louise Bourget; hennes förvaltare Andrew Pennington; romantikförfattaren Salome Otterbourne och hennes dotter Rosalie; Tim Allerton och hans mor; den äldre amerikanska societetslejonet Marie Van Schuyler, hennes kusin Cornelia Robson och hennes sköterska Miss Bowers; den frispråkige kommunisten Ferguson; Den italienske arkeologen Guido Richetti; advokat Jim Fanthorp; och den österrikiske läkaren Dr Bessner.
När Linnet besöker Templen i Abu Simbel undgår hon med nöd och näppe att krossas till döds av ett stort stenblock som faller från en klippa. Jacqueline misstänks ha knuffat stenblocket från klippan, men hon var ombord på ångaren när olyckan inträffade. Vid Wadi Halfa går Poirots vän överste Race ombord på ångaren för återresan. Race berättar för Poirot att han letar efter en mördare bland passagerarna.

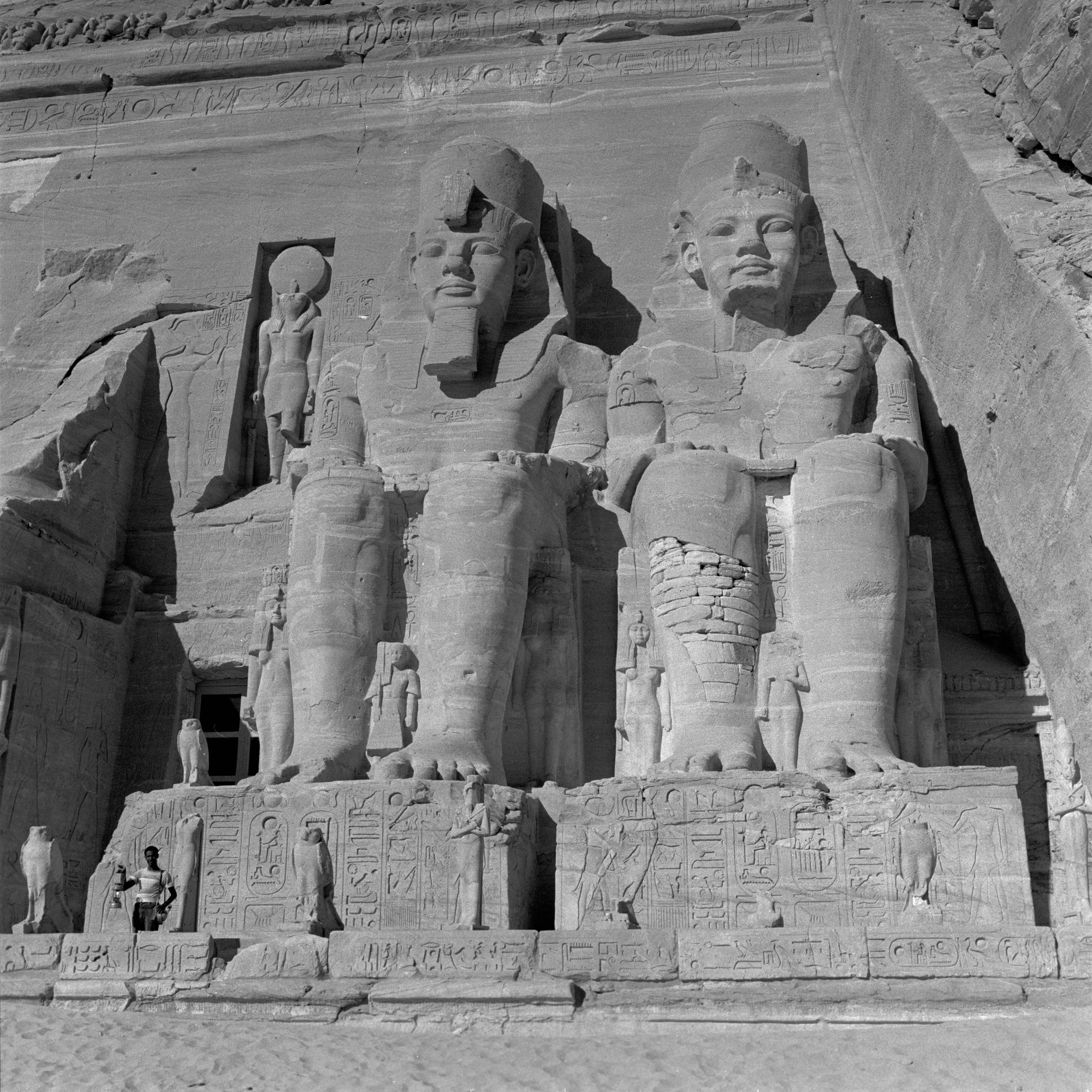
Templen i Abu Simbel.

Följande natt i ångbåtens salong uttrycker Jacqueline sin bitterhet mot Simon. Hon skjuter honom i benet med en pistol men bryter genast ihop av samvetskval och sparkar iväg pistolen. Hon förs till sin hytt av de två andra närvarande Fanthorp och Cornelia. Simon förs snart till dr Bessners hytt för behandling av sin skada. Fanthorp letar efter Jacquelines pistol men rapporterar att den är försvunnen. Morgonen därpå hittas Linnet död, skjuten i huvudet och hennes värdefulla pärlband är försvunnet. Jacquelines pistol hittas i Nilen. Den var insvept i en sammetssjal som fröken van Schuyler hade anmält försvunnen dagen innan. Två skott har avlossats från pistolen.
När Poirot intervjuar Louise i hytten där Simon vilar lägger hon märke till att orden hon använder är märkliga. Miss Bowers lämnar tillbaka Linnets pärlhalsband, som stals av Miss Van Schuyler, som är kleptoman. Poirot inser dock att det bara är en imitation av Linnets äkta halsband. Han noterar två flaskor nagellack i offrets rum, varav den ena fascinerar honom. Louise hittas sedan knivhuggen till döds i sin hytt. Mrs Otterbourne träffar senare Poirot och Race i Simons hytt och påstår att hon såg vem som dödade hembiträdet, varpå Simon högljutt förklarar sin förvåning. Innan hon avslöjar vem det är skjuts hon ihjäl utanför hytten.
Poirot konfronterar snart Pennington för hans mordförsök på Linnet genom att knuffa stenblocket från klippan. Pennington hade förgäves spekulerat i sitt arv och kom till Egypten när hon fick reda på hennes giftermål för att lura henne att underteckna dokument som skulle rentvå honom. Han hävdar dock att han inte mördade någon, trots att hans revolver hade använts vid mordet på fru Otterbourne. Poirot återfår Linnets äkta pärlor från Tim, som hade ersatt det äkta halsbandet med ett imiterat pärlband. Race inser att Richetti är mannen han letar efter.
Poirot berättar för Race, Bessner och Cornelia att Simon dödade Linnet. Mordet planerades av Jacqueline; Paret är fortfarande älskare. Linnet hade medvetet och utan att skämmas försökt ta Simon ifrån Jacqueline, och Simon bestämde sig för att gå med på det så att han kunde mörda henne för hennes pengar senare. Jacqueline var rädd för att den inte alltför begåvade Simon skulle gripas och avrättas, så hon kokade ihop vad hon trodde var en idiotsäker plan. På mordnatten missade Jacqueline medvetet Simon, som fejkade sin benskada med rött nagellack. Medan Fanthorp och Cornelia distraherades av Jacqueline, tog Simon pistolen, gick till Linnets hytt och sköt henne. Han ställde nagellacksflaskan som hade innehållit det röda bläcket på Linnets tvättställ, återvände sedan till vardagsrummet och sköt sig själv i benet. Simon använde sjalen för att tysta pistolen, laddade en reservpatron för att få det att se ut som om bara två skott avlossades och kastade pistolen överbord. Louise hade bevittnat Simon gå in i Linnets hytt den natten och antydde detta för Simon när Poirot intervjuade henne och planerade att utpressa honom. Jacqueline, återigen i ett försök att skydda sin älskare, knivhögg Louise till döds. Mrs Otterbourne såg Jacqueline komma in i Louises stuga; När hon gick för att berätta för Poirot hade Simon höjt rösten för att varna Jacqueline i rummet bredvid. Hon sköt omedelbart ihjäl Otterbourne innan sanningen kunde avslöjas. Poirot konfronterar Simon som erkänner. Han arresteras, liksom Jacqueline och Richetti. När ångaren kommer tillbaka till Shellal och passagerarna går i land, skjuter Jacqueline Simon och sig själv med en annan pistol så att de kan undkomma galgen. När han pressas avslöjar Poirot att han alltid hade vetat att hon hade en andra pistol, men hade valt att låta henne ta sitt eget liv.

## Karaktärer
- Hercule Poirot: Belgisk privatdetektiv på semester
- Överste Johny Race: Agent på uppdrag, vän till Poirot
- Linnet Ridgeway: ung och rik amerikansk arvtagerska, Simons fru och Linnets före detta barndomsvän
- Lord Windelsham: Linnets före detta fästman
- Jacqueline de Bellefort: Linnets barndomsvän och Simons före detta fästmö
- Simon Doyle: Jacquelines fästman, sedan Linnets make
- Louise Bourget - Linnets hembiträde
- Barnstaple: Linnets butler
- Joanna Southwood: Linnets vän
- Tim Allerton - Joanna Southwoods kusin
- Mrs. Allerton: Tim Allertons mamma
- Fröken Marie Van Schuyler: Rik gammal amerikansk dam
- Cornelia Robson: Mrs. Van Schuylers brorsdotter
- Mrs Bowers: Miss Van Schuylers sköterska
- Salome Otterbourne: Romanförfattare
- Rosalie Otterbourne: Salome Otterbournes dotter och Linnets vän
- James Ferguson: Ung man med marxistisk övertygelse
- William Carmichael: Linnets engelske advokat
- James Lechdale Fanthorp: Carmichaels brorson och anställd
- Andrew Pennington: Linnets advokat och farbror
- Sterndale Rockford: Penningtons partner
- Dr. Ludwig Bessner: tysk läkare
- Sharburi: Kapten på Karnak
- Signor Richetti: En italiensk arkeolog
- Fleetwood: Grinig maskinist på Karnak

## Litterär betydelse och mottagande
De samtida recensionerna av boken var i huvudsak positiva. Den korta recensionen i Times Literary Supplement avslutades med att säga "Hercule Poirot gräver som vanligt fram en sanning som är så oförutsedd att det skulle vara orättvist för en recensent att antyda den."
The Scotsmans recension för den 11 november 1937 avslutades med att säga att "författaren har återigen konstruerat den snyggaste av intriger, lindat in den i distraherande omständigheter och presenterat den för vad som borde vara en uppskattande publik".
E R Punshon från The Guardian började i sin recension den 10 december 1937 med att säga: "För att avgöra om en skönlitterär författare besitter den sanna romanförfattarens gåva är det ofta en bra plan att överväga om de mindre karaktärerna i hans eller hennes bok, de vars tillkomst författaren förmodligen har ägnat föga tanke, sticker ut i berättelsen i sin egen rätt som levande personligheter. Detta prov är ett som Mrs Christie alltid klarar med framgång, och aldrig mer än i sin nya bok."
I en senare recension skrev Robert Barnard att denna roman är "En av de tio bästa, trots en alltför komplex lösning. Den välbekanta äktenskapliga triangeln, som utspelar sig på en Nilångare." Svagheten är att det finns "jämförelsevis lite lokalfärg, men en del bra grotesker bland passagerarna – som filmen utnyttjade". Han noterar en förändring i Christies romaner i och med att denna handling publicerades 1937, eftersom "spioner och agitatorer börjar invadera den rena Christie-detektivhistorien vid den här perioden, när glidningen mot krig börjar."

### TV

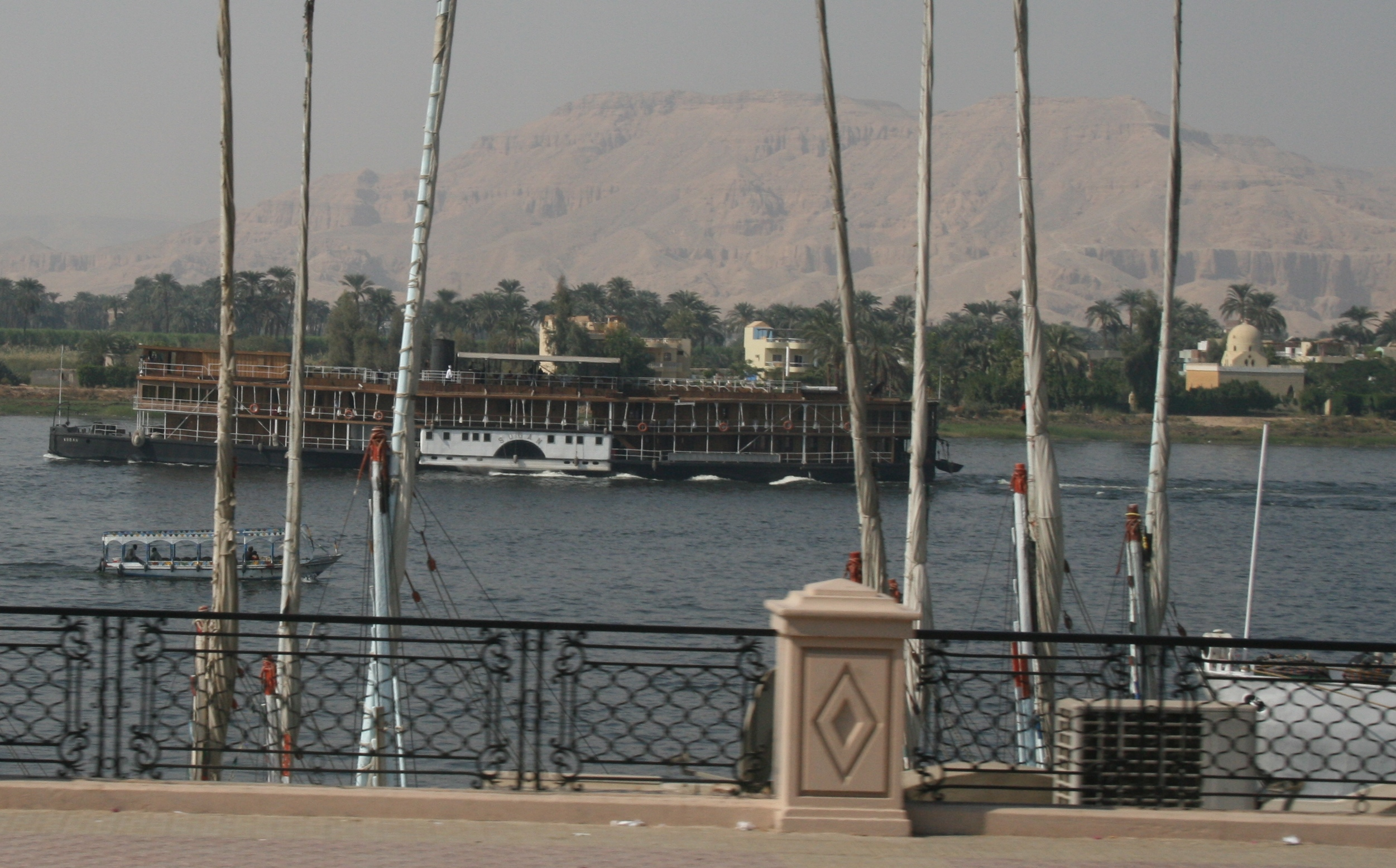
PS Sudan användes i Agatha Christie's Poirot-versionen av berättelsen (med David Suchet i huvudrollen) 2004.

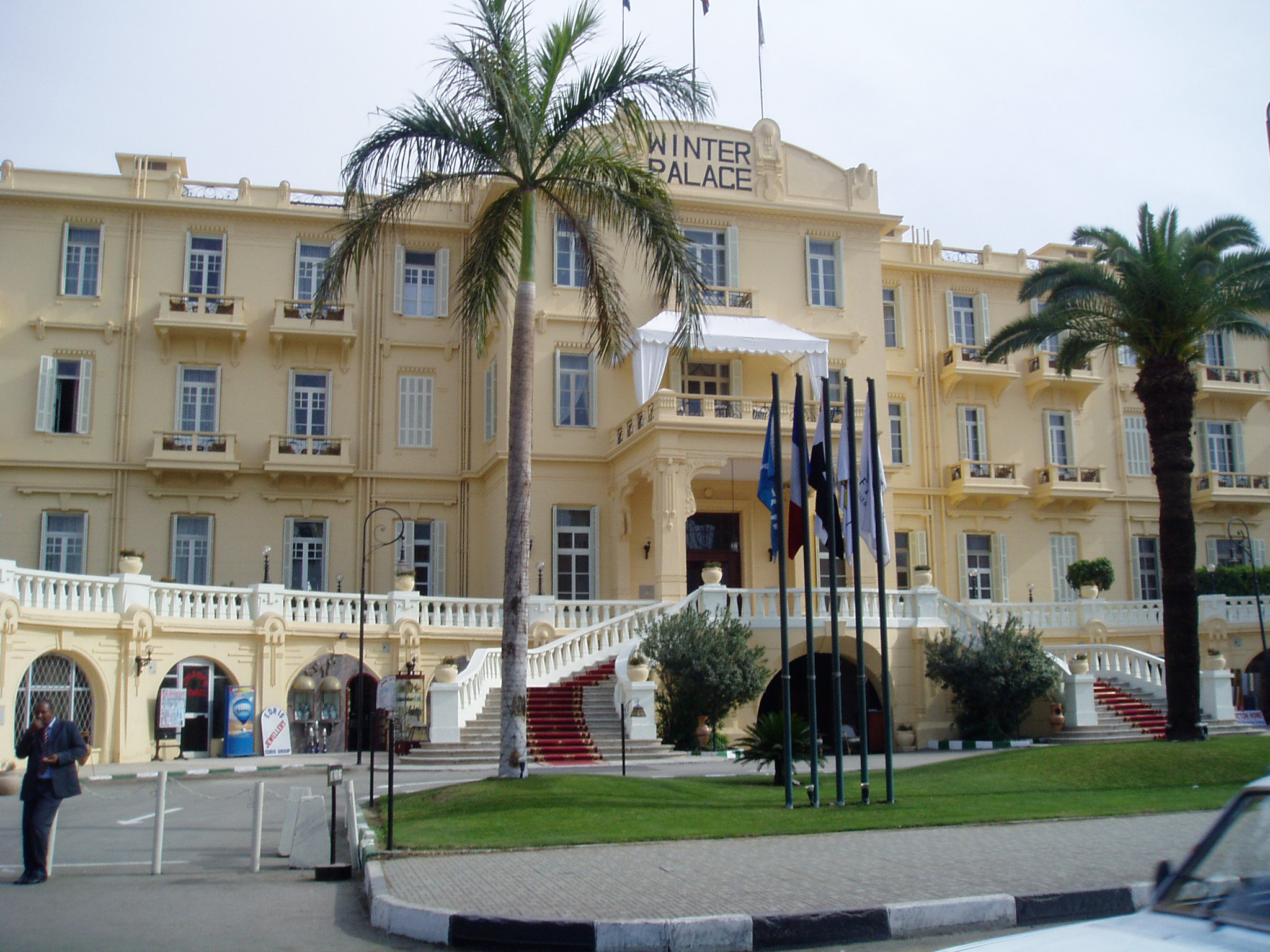
Winter Palace Hotel